# Вотсберг (Пенсилванија)
Вотсберг (енгл. Wattsburg) град је у америчкој савезној држави Пенсилванија.

## Демографија
По попису из 2010. године број становника је 403, што је 25 (6,6%) становника више него 2000. године.
| Група             | 2000.       | 2010.       |
| Белци             | 376 (99,5%) | 394 (97,8%) |
| Афроамериканци    | 0 (0,0%)    | 1 (0,2%)    |
| Азијати           | 0 (0,0%)    | 0 (0,0%)    |
| Хиспаноамериканци | 2 (0,5%)    | 6 (1,5%)    |
| Укупно            | 378         | 403         |